# Robert Neil Butler

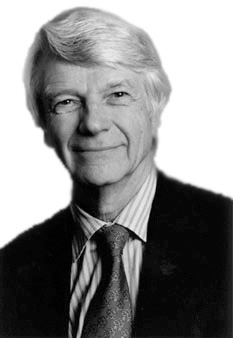
Robert N. Butler (2004)

Robert Neil Butler (* 21. Januar 1927; † 4. Juli 2010) war ein US-amerikanischer Hochschullehrer, Mediziner und Gerontologe.

## Biografie
Nach dem Schulbesuch studierte er Medizin und wurde nach dem Erwerb des Doctor of Medicine (M.D.) zum Professor für Geriatrie an der Abteilung für Geriatrie und Erwachsenenentwicklung in Brookdale berufen, die zum Mount Sinai Medical Center in New York City gehört. Daneben war er unter anderem Präsident und Chief Executive Officer (CEO) sowie Co-Vorsitzender der Allianz für Gesundheit und Zukunft des Internationalen Zentrums für Langlebigkeit (International Longevity Center).
Zwischen 1975 und 1982 war er Gründungsdirektor des National Institute on Aging der National Institutes of Health. 1982 gründete er an der Mount Sinai School of Medicine die erste Abteilung für Geriatrie an einer Medizinischen Fakultät (Medical School). Des Weiteren war er ein Gründungsfellow der Amerikanischen Geriatrischen Gesellschaft (American Geriatrics Society) sowie Vizevorsitzender der Allianz für Altersforschung.
Robert Butler war zusätzlich Berater zahlreichen Institutionen wie dem Sonderausschuss des US Senats über das Älterwerden, der Brookdale Foundation, der Donald W. Reynolds Foundation, der Physicians for Human Rights, des National Women's Health Resource Center sowie der Mildred and Claude Pepper Foundation sowie der Weltgesundheitsorganisation (WHO).
1979 wurde er zum Mitglied des Medizinischen Instituts der National Academy of Sciences gewählt und war auch Mitglied der National Academy of Social Insurance sowie von 1986 bis 1989 der Physician Payment Review Commission, einer Agentur des Kongresses der Vereinigten Staaten zur Überprüfung der Bezahlung von Ärzten.
Für sein Buch Why Survive? Being Old in America wurde ihm 1976 der Pulitzer-Preis verliehen. Neben Myrna I. Lewis war er auch Autor der Bücher Aging and Mental Health sowie Love and Sex After 60.
Seit 1986 war er bis zu seinem Tode Mitglied des Beratungskomitees der Stiftung (Foundation) der Metropolitan Life Insurance Company zur Vergabe der Preise für medizinische Forschung und zuletzt von 1994 bis 2010 dessen Vorsitzender. 1995 war er außerdem Vorsitzender des Beratungskomitees der Konferenz des Weißen Hauses zum Älterwerden. Daneben war er auch Mitglied des Beratungskomitees des Projekts über den Tod in Amerika des von George Soros gegründeten Open Society Institute.
Butler galt damit als einer der führenden Gerontologen der USA. Er war dabei nicht nur der führende Sprecher in Fragen der Langlebigkeit und der Altersforschung, sondern auch als die moralische Stimme, die die Gesellschaft zur Wertschätzung der älteren Mitmenschen in der öffentlichen Politik und Programmen forderte. 1996 erhielt er den Gustav O. Lienhard Award for Advancement of Health Care, 2004 einen Heinz Award.
Zuletzt erhielt er im Mai 2010 einen Sonderpreis des Büros für das Älterwerden (Office for the Aging) des Bundesstaates New York.